# Taku Hiraoka
Taku Hiraoka (n. 29 octombrie 1995, Gose, Prefectura Nara, Japonia) este un sportiv ce a reprezentat Japonia, medaliat olimpic. A participat la o ediție a Jocurilor Olimpice (2014) în care a câștigat o medalie de bronz.

## Participări
Lista de mai jos prezintă principalele competiții la care a participat Taku Hiraoka de-a lungul carierei.
- snowboarding at the 2014 Winter Olympics – men's halfpipe[*]